# 핀 팽 품
핀 팽 품(영어: Fin Fang Foom)은 마블 코믹스의 슈퍼빌런 캐릭터이다. 외계에서 온 거대한 드래곤이며 주로 판타스틱 포와 엮여 등장했다. 1961년 10월 《이상한 이야기》 89호에 처음 등장했고, 스탠 리와 잭 커비가 공동 창작하였다.

## 담당 성우

### TV 애니메이션
- 아이언맨(1994) - 닐 로스

### 비디오 게임
- 마블 얼티밋 얼라이언스 2(2008) - 제임스 시